# Yeşildere, Cihanbeyli
Yeşildere là một xã thuộc huyện Cihanbeyli, tỉnh Konya, Thổ Nhĩ Kỳ. Dân số thời điểm năm 2011 là 194 người.